# Classe O 21
La classe O 21 était une classe néerlandaise de navires de guerre comprenant deux sous-marins construite pour la Marine royale néerlandaise (Koninklijke Marine) et utilisés pendant la Seconde Guerre mondiale.
Les navires étaient encore incomplets au début de l'invasion allemande des Pays-Bas; les O 21, O 22, O 23 et O 24 ont été lancés à la hâte et se sont échappés vers le Royaume-Uni. Les O 25, O 26 et O 27 n'ont pas pu s'échapper et ont été capturés par les forces allemandes. La Kriegsmarine ordonna l'achèvement des navires et ceux-ci entrèrent en service allemand sous les noms de UD-3, UD-4 et UD-5. La profondeur de plongée des sous-marins était de 100 mètres (330 ft).

## Caractéristiques techniques
L'une des exigences fixées par la Marine royale néerlandaise pour la classe O 21 était qu'elle devait être capable de plonger 20 mètres plus profondément que la classe précédente, qui était le sous-marin de la classe O 19.
Les moteurs diesel des sous-marins de la classe O 21 ont été construits sous licence de la société suisse Sulzer par la Koninklijke Maatschappij De Schelde à Flessingue. Outre la capacité de tirer des torpilles (4 à l'avant, 2 à l'arrière et 2 en externe au milieu du navire), les sous-marins de la classe O 21 étaient également équipés de deux canons Bofors de 40 mm, qui pouvaient être stockés dans des compartiments étanches devant et derrière le kiosque (tour de commandement) tout comme les sous-marins de la classe O 19, ainsi qu'un canon de pont de 88 mm et d'une mitrailleuse de 12,7 mm

## Liste des sous-marins de la Classe O 21
Les navires ont été construits par trois chantiers navals différents. Les O 21 et O 22 ont été construits par la Koninklijke Maatschappij De Schelde à Flessingue. Les O 23, O 24, O 26 et O 27 ont été construits par Rotterdamsche Droogdok Maatschappij (R.D.M) à Rotterdam et le O 25 également à Rotterdam par le chantier naval Fijenoord.
| Nom                             | Pose de la quille | Lancé le         | Mis en service                                        | Retrait                              |
| ------------------------------- | ----------------- | ---------------- | ----------------------------------------------------- | ------------------------------------ |
| O 21                            | 20 novembre 1937  | 21 octobre 1939  | 10 mai 1940 (incomplet)                               | 2 novembre 1957                      |
| O 22                            | 20 novembre 1937  | 20 janvier 1940  | 10 mai 1940 (incomplet)                               | 8 novembre 1940                      |
| O 23                            | 12 octobre 1937   | 5 décembre 1939  | 13 mai 1940 (incomplet)                               | 1er décembre 1948                    |
| O 24                            | 12 novembre 1937  | 18 mars 1940     | 13 mai 1940 (incomplet)                               | 22 février 1954                      |
| O 25 Mis en service comme UD-3) | 10 avril 1939     | 1er mai 1940     | 8 juin 1941                                           | 13 octobre 1944 3 mai 1945 (sabordé) |
| O 26 Mis en service comme UD-4) | 20 avril 1939     | 23 novembre 1940 | 28 janvier 1941                                       | 3 mai 1945 (sabordé)                 |
| O 27 Mis en service comme UD-5) | 3 août 1939       | 1941             | 30 janvier 1942 13 juillet 1945 (Marine néerlandaise) | 14 novembre 1959                     |

### Source de la traduction
- (en) Cet article est partiellement ou en totalité issu de l’article de Wikipédia en anglais intitulé « O 21-class submarine » (voir la liste des auteurs).